# The Essential Clash (DVD)
The Essential Clash è un DVD del gruppo musicale punk rock britannico The Clash, pubblicato nel 2003.
Il DVD raccoglie diversi videoclip ed esibizioni dal vivo ed inoltre include tra gli extra:
- la discografia completa del gruppo;
- il trailer originale di Clash on Broadway (con in sottofondo la musica di Ennio Morricone che la band utilizzava spesso per l'apertura dei loro concerti) abbinato ai video di London Calling dal vivo e al videoclip di Radio Clash;
- Interview Clip, un'intervista realizzata al London Weekend Show nel 1976;
- Promo Footage che mostra registrazioni dal vivo dei brani 1977, White Riot, London's Burning e I Fought the Law, quest'ultima tratta dal film Rude Boy;
- Hell W10, un film prodotto e diretto da Joe Strummer, girato in bianco e nero nel 1983.

## Tracce

### Videoclip
1. White Riot (live)
2. Complete Control (live)
3. Tommy Gun
4. Clampdown (live)
5. Train in Vain (live)
6. London Calling
7. Bankrobber
8. The Call Up
9. Rock the Casbah
10. Should I Stay or Should I Go (live)
11. Career Opportunities (live)

### Extra
- Hell W10 (film, 1983)
- Clash on Broadway (trailer originale) + London Calling (live) e Radio Clash (videoclip)
- Promo Footage (1976)
- Interview Clip
- The Clash (discografia)